# Stavertjärnen, Jämtland
Stavertjärnen är en sjö i Bergs kommun i Jämtland och ingår i Ljungans huvudavrinningsområde. Sjöns area är 0,038 kvadratkilometer och den befinner sig 472 meter över havet.